# Aardbevingen Nepal 2015
De aardbevingen in Nepal waren een tweetal aardbevingen die kort na elkaar optraden in 2015. De eerste aardbeving, die optrad op 25 april 2015 om 11:56:26 (NPT) / 07:11:26 (MET), had een kracht van 7,8 op de schaal van Richter en een verwoestende kracht (IX) op de schaal van Mercalli. Het epicentrum lag ongeveer 34 kilometer ten zuidoosten van Lamjung, met een hypocentrum van circa 10 kilometer diep. Bij deze aardbeving zijn minstens 8.962 mensen omgekomen en 22.302 mensen gewond geraakt. De meeste slachtoffers vielen in Nepal, maar er vielen ook slachtoffers in omringende landen waaronder India, China en Bangladesh. Een tweede aardbeving met een kracht van 7,4 op de schaal van Richter vond plaats op 12 mei 2015, op 19 kilometer diepte, met het epicentrum nabij de grens met China.

## Schuifvervormingscontext
Nepal ligt in de richting van de zuidelijke grens van de continentale collisiegrens waar de Indische plaat onder de Euraziatische plaat schuift. De convergentiefactor tussen die twee platen in het centrum van Nepal is ongeveer 45 mm per jaar. De locatie, grootte en het haardmechanisme (een golf van energie veroorzaakt door bv. een aardbeving) van de aardbeving wijzen op het uitglijden van de platen op de frontale lijnen.

## Naschokken
Na de eerste beving deden zich door heel Nepal naschokken voor, met een enkele schok die een kracht van 6,7 op de schaal van Richter had, op 26 april om 12:54:08 (NPT) / 08:09:08 (MET). Bij de tweede beving op 12 mei kwamen volgens de Nepalese regering 37 mensen om het leven. In India en China vielen respectievelijk zeventien en één doden. Ruim 1100 mensen raakten gewond bij de nieuwe beving.

## Nasleep

### Slachtoffers
UNICEF maakte bekend dat er bijna een miljoen kinderen "zwaar getroffen" zijn door de aardbeving. The Himalayan Times maakte op 27 april bekend dat er op het moment van de aardbeving ongeveer 20.000 buitenlanders in Nepal aanwezig waren. Honderden mensen werden nog vermist.
Op 27 april maakte de minister van Binnenlandse Zaken van India, Rajnath Singh bekend dat er zesenvijftig mensen waren overleden in Bihar, twaalf in Uttar Pradesh, drie in West-Bengalen en één in Rajasthan.

### Schade
De eerste beving veroorzaakte een reeks van lawines op de Mount Everest, waarbij minstens negentien mensen om het leven kwamen. Dit maakte 25 april 2015 de meest dodelijke dag op de berg. Eeuwenoude gebouwen in de Kathmandu-vallei, een UNESCO Werelderfgoed, werden verwoest. De vallei is vatbaar voor liquefactie, een proces waarbij de bodem zich bij een aardbeving als een vloeistof gaat gedragen en het fundament onder gebouwen wegvalt
Met name dicht bij het epicentrum zijn enkele plaatsen door de aardbeving nagenoeg geheel van de kaart geveegd, waaronder het dorp Langtang dat geheel door rotsblokken en ijs werd bedolven. In de regio Langtang en langs de rivier de Trishuli vonden in de dagen erna nog enkele grote aardverschuivingen plaats.
De Nepalese overheid bestempelde 191.058 huizen als verwoest en nog eens 174.162 als beschadigd. De overheid hield er rekening mee dat het aantal verwoeste huizen kon oplopen tot 500.000. Het vliegveld van Kathmandu, de Internationale Luchthaven Tribhuvan, werd meteen na de beving gesloten voor grote vliegtuigen vanwege schade aan de landingsbaan, veroorzaakt door het landen van grote (militaire) transportvliegtuigen. De landingsbaan was gebouwd voor kleine en middelgrote vliegtuigen.
Ook de economische schade was aanzienlijk. Door de schade aan gewassen en het feit dat in veel getroffen gebieden niet goed geoogst kon worden kwam onder meer de door de FAO voor 2015 voorziene tarweproductie in Nepal in gevaar. Het Amerikaanse financiële dienstverleningsbedrijf Bloomberg L.P. waarschuwde dat de Nepalese economie, die toch al in het slop zat, als gevolg van de aardbeving in een vrije val zou belanden zonder grootschalige internationale hulp.

## Hulp
De Indiase overheid besloot tot het, met behulp de krijgsmacht, opzetten van "Operatie Maitri", een grootschalige humanitaire missie om hulpacties in Nepal uit te voeren. In Nederland richt Stichting Vajra zich op de herbouw van ingestorte scholen. Ook diverse kleinere stichtingen, zoals Neupanefonds (www.neupanefonds.nl) ontstonden om op lokaal niveau hulp te bieden.